# Kohlenbeeren
Die Kohlenbeeren (Hypoxylon) sind eine Schlauchpilzgattung aus der Familie der Holzkeulenverwandten, deren Vertreter auf Holz wachsen.

## Merkmale
Die Kohlenbeeren sind nach Ju und Rogers (1996) durch vier Hauptmerkmale gekennzeichnet: Zunächst ist das Hauptmerkmal aller Mitglieder der Unterfamilie der Hypoxyloideae zu nennen, nämlich dass die Nebenfruchtformen in Form kompakter Hyphenwände, den Konidiophoren, aufgebaut sind, nach der Typusgattung der Unterfamilie „nodulisporiumartig“ genannt.
Zweitens sind die Stromata einheitlich geformt, d. h., es werden weder Stiel noch Köpfchen gebildet. Das Stroma ist das Hyphengeflecht, das als vermeintlicher Fruchtkörper wahrgenommen wird, aber tatsächlich nur die winzig kleinen, kegeligen Fruchtkörper, die Perithecien umgibt. Drittens ist das Stroma-Gewebe unter der Perithecienschicht homogen und fest und viertens sind die Stromata nicht aufrecht, sondern breiter als hoch, daher erscheinen sie kugelig bis flächig.
Außerdem haben viele Arten im Gegensatz zu den Holzkeulen Pigmente, die sich in Kaliumhydroxid lösen. Sie sind daher oft gefärbt.

## Ökologie
Die Kohlenbeeren sind Saprobionten oder Schwächeparasiten, die meisten Arten bewohnen Holz, einige auch andere Pflanzenreste, Tierkot oder Erde. Petrini and Petrini (1985) berichten über endophytische Kohlenbeeren in lebenden Pflanzen.

## Arten (Auswahl)
Die Gattung enthält weltweit etwa 170 Arten. Die früher gängige Unterteilung in die Sektionen Hypoxylon und Annulata wurde aufgehoben. Die Arten in letzterer Sektion wurden später in die Gattung Annulohypoxylon überführt, wovon wiederum die Gattung Jackrogersella abgespalten wurde. Fast zwei Drittel der Arten kommen in den Tropen und Subtropen vor. Überproportional viele Taxa sind aus Neuseeland beschrieben.
Europäische Arten sind unter anderen:
- Hypoxylon aeneum Nitschke
- Hypoxylon chestersii Rogers & Whalley (1978)
- Rötliche Kohlenbeere (Hypoxylon fragiforme (Pers.) J. Kickx f. (1835))
- Eschen-Kohlenbeere  (Hypoxylon fraxinophilum Pouzar (1972))
- Rotbraune Kohlenbeere (Hypoxylon fuscum (Pers.) Fr. (1849))
- Zimtbraune oder Kleinsporige Kohlenbeere (Hypoxylon howeianum Peck (1872))
- Mährische Kohlenbeere (Hypoxylon moravicum Pouzar (1972))
- Ziegelrote Kohlenkruste (Hypoxylon rubiginosum (Pers.) Fr. (1849))
- Hypoxylon rutilum Tul. & C. Tul. (1863)

Die Zusammengedrängte Kohlenbeere (Jackrogersella cohaerens) und die Vielgestaltige Kohlenbeere (Jackrogersella multiformis) werden inzwischen von Hypoxylon abgetrennt (siehe oben).

## Bedeutung
Die Kohlenbeeren sind ungenießbar, spielen aber im Ökosystem Wald als Holzzersetzer eine wichtige Rolle.